# Михаил Марков (политик)
Вижте пояснителната страница за други личности с името Михаил Марков.
Михаил Марков е виден деец нa младежкото земеделско и студентско движение, член на Българския земеделски народен съюз, дисидент.

## Биография
Роден е на 21 март 1923 г. в село Белозем, Пловдивска област. Михаил участва в нелегалното земеделско младежко движение, като ръководител на нелегалната ученическа група в Пловдивска гимназия. По-късно е областен председател на Земеделския младежки съюз (ЗМС) в Пловдив. От 1941 г. до 1947 г. е един от ръководителите на ЗНС.
След взимането на властта от Отечествения фронт в България, унищожаването на парламентарната опозиция, арестуването на лидера ѝ Никола Петков, като активен член на БЗНС Михаил Марков е задържан и изпратен в концлагера Белене без съд и присъда през 1947 г. Освободен е през 1950 г.
При опит да премине нелегално границата с Гърция е убит на 7 април 1951 г. С него е убит и Иван Ставрев Карабашев, а архитект Тенчо Благоев от Хасково е ранен. Днес една от улиците в родното му място носи неговото име.